# Bero
För andra betydelser, se Bero (olika betydelser).
Bero I eller Björn, död 1258, var en biskop i Åbo.
Bero var biskop mellan 1249 och 1258. Under hans tid omförhandlades det finska episkopatets förhållande till den svenske kungen, varefter Finland knöts tätare till Sverige. Under Beros tid grundlades också Sankt Olofs dominikankonvent i Åbo. 